# 20 Чаши
20 Чаши (лат. 20 Crateris), HD 100623 — двойная звезда в созвездии Гидры на расстоянии (вычисленном из значения параллакса) приблизительно 31 светового года (около 9,6 парсек) от Солнца. Возраст звезды определён как около 4,6 млрд лет.

## Характеристики
Первый компонент (HD 100623A) — жёлто-оранжевый карлик спектрального класса K0V, или K1, или G2-3V, или G5, или G9. Видимая звёздная величина звезды — +5,974m. Масса — около 0,78 солнечной, радиус — около 0,705 солнечного, светимость — около 0,366 солнечной. Эффективная температура — около 5225 K.
Второй компонент (HD 100623B) — белый карлик спектрального класса DC8, или DC10. Видимая звёздная величина звезды — +14,9m. Масса — около 0,66 солнечной. Эффективная температура — около 5407 K. Орбитальный период — около 1470 лет. Удалён на 15,3 угловой секунды (146 а.е.).

## Планетная система
В 2019 году учёными, анализирующими данные проектов HIPPARCOS и Gaia, у звезды обнаружена планета HIP 56452 b.

## Ближайшее окружение звезды
Следующие звёздные системы находятся на расстоянии в пределах 10 световых лет от HR 4458:
| Звезда     | Спектральный класс | Расстояние, св. лет |
| CD-31 9113 | M2 V               | 1,7                 |
| HR 4523    | G3-5 V / M V       | 4,4                 |
| CD-26 8883 | K4.5 V / ?         | 4,5                 |
| L 396-7    | M3,5 V             | 5,5                 |
| CD-23 9765 | M3 V               | 6,8                 |
| Росс 695   | M4 V               | 9,9                 |
| L 471-42   | M4 V               | 10,0                |